# Golofa eacus
Espèce
Golofa eacus est une espèce d'insectes coléoptères de la famille des Scarabaeidae, de la sous-famille des Dynastinae, que l'on trouve en Amérique du Sud, et mesurant entre 4 et 6 cm.